# Obsidian Entertainment
Obsidian Entertainment — американская компания по разработке компьютерных игр. Основана в Ирвайне (штат Калифорния) в 2003 году после расформирования подразделения Interplay Entertainment — компании Black Isle Studios, известного разработчика компьютерных игр для персональных компьютеров и игровых приставок. Основателями компании выступили бывшие сотрудники Black Isle Studios: Фергюс Уркхарт, Крис Паркер, Даррен Монахан, Крис Авеллон и Крис Джонс; Авеллон покинул студию в 2015 году. В 2010-х годах к студии присоединились основатели Troika Games Тим Кейн и Леонард Боярский, также выходцы из Black Isle Studios.
Как и Black Isle Studios, Obsidian Entertainment специализировалась в первую очередь на создании масштабных компьютерных ролевых игр. На протяжении значительной части своей истории Obsidian Entertainment разрабатывала компьютерные игры, основанные на интеллектуальной собственности других компаний, и многие созданные Obsidian игры были продолжениями чужих игр и серий, сделанными по лицензии — к их числу принадлежали, например, Star Wars: Knights of the Old Republic II — The Sith Lords, Neverwinter Nights 2, Fallout: New Vegas или South Park: The Stick of Truth. Компания также в разное время работала над рядом позднее отменённых издателями проектов.
К 2012 году Obsidian переживала финансовый кризис; игра Pillars of Eternity, профинансированная с помощью краудфандинга, а также проект «Armored Warfare» для издателя «Игры Mail.Ru», в конечном итоге стали успешными и спасли студию от закрытия. В дальнейшем компания сделала своим основным приоритетом не разработку продолжений к чужим играм, а создание оригинальных игр. Obsidian также тесно сотрудничает с компанией inXile Entertainment, которая также была основана выходцами из Interplay Entertainment. В ноябре 2018 года обе студии — Obsidian и inXile — были приобретены компанией Microsoft, превратившей их в свои внутренние студии.

## История

### 2003: Основание
Obsidian Entertainment была основана Фергюсом Уркхартом, Крисом Авеллоном, Крисом Паркером, Дарреном Монаханом и Крисом Джонсом, ранее сотрудниками Black Isle Studios — внутреннего подразделения Interplay Entertainment. На протяжении нескольких лет своей работы в Black Isle они создали несколько ролевых игр, в число которых входят Icewind Dale, Planescape: Torment и Fallout 2, а также совместно с BioWare Neverwinter Nights, Baldur's Gate и Baldur's Gate II. Бо́льшая часть этих игр была коммерчески и критически успешной, но финансовое состояние Interplay ухудшалось; в 2002 году студия потеряла лицензию на разработку игр на основе Dungeons & Dragons. Как следствие, компания была вынуждена отменить разработку игры Baldur's Gate III: The Black Hound, также основанной на Dungeons & Dragons. Фергюс Уркхарт и ещё несколько сотрудников были недовольны и разочарованы отменой игры, на создание которой они потратили больше полутора лет. Уркхарт, по собственным словам, убедился, что пребывание в Black Isle больше не является «жизнеспособным вариантом» для команды, и решил покинуть компанию. Тогда ему было 33 года, и он считал, что если он не создаст новую компанию сейчас, то потом будет слишком поздно. Уркхарт официально покинул Interplay в 2003 году вместе с Авеллоном, Паркером, Монаханом и Джонсом, и в том же году они основали Obsidian. 
На момент начала работы в компании работало семь человек, включая пятерых основателей. Уркхарт, Паркер и Монахан инвестировали в новую студию от 100 000 до 125 000 долларов США. По словам Авеллона, доли основателей компании были неравными: самая большая принадлежала Уркхарту, меньшие — Паркеру и Монахану, Джонс и Авеллон владели лишь небольшими процентами, и все решения на первых порах принимали втроём Уркхарт, Паркер и Монахан. Выбирая название компании, основатели подготовили краткий список названий на выбор. В список вошли такие названия, как «Scorched Earth» и «Three Clown Software». Команда в конце концов выбрала «Obsidian Entertainment», так как это название, по их мнению, было сильным, запоминающимся и похожим на название их старой студии — Black Isle. 
Студия нуждалась в бо́льших финансах, чтобы поддерживать свою работу, и, таким образом, в поддержке какой-нибудь крупной компании-издателя. Вначале разработчики обратились в Electronic Arts, но не сумели договориться с этой компанией о совместном проекте. Они также вели переговоры с Ubisoft в надежде сделать новую игру в серии Might & Magic, но Ubisoft решила доверить проект по вселенной Arkane Studios. Obsidian удалось добиться договоренности с Take-Two Interactive о создании игры под названием Futureblight, которая была описана как игра в стиле Fallout, однако эта разработка так и осталась на стадии проекта.

### Конец 2003—2008:The Sith LordsиNeverwinter Nights 2
Летом 2003 года c командой связался президент LucasArts Саймон Джеффри, который попросил студию создать ролевую игру, действие которой проходит во вселенной Star Wars. Obsidian немедленно предложила концепцию игры от первого лица с рукопашным боем, которая включала бы в себя ряд знаменитых персонажей из вселенной, таких как R2-D2. Их идея была отвергнута, и Джеффри вместо этого попросил Obsidian создать продолжение только что выпущенной BioWare Star Wars: Knights of the Old Republic: сама Bioware хотела перейти к другим проектам, а команда Obsidian была знакома с технологиями, лежащими в основе этой игры.
В августе 2003 года договор с LucasArts была подписан, и проект, получивший название Star Wars: Knights of the Old Republic II – The Sith Lords, был запущен в работу. Obsidian получила на разработку The Sith Lords всего 15 месяцев — игру нужно было выпустить к праздничному сезону в ноябре или декабре 2004 года. По воспоминаниям Паркера, лишь в октябре 2003 года, вступив в активную фазу разработки, коллектив Obsidian начал осознавать, что игра Bioware очень популярна, и от них ожидается продолжение высочайшего качества — на плечи Obsidian ложилась ответственность в кратчайшие сроки сделать сиквел к «лучшей игре 2003 года». Первоначально игра должна была выйти на всех платформах и всех языках в ноябре 2004 года, но с разрешения LucasArts некоторые версии перенесли на начало 2005 года. На момент подписания договора Obsidian ещё не успела набрать достаточное количество сотрудников, и у неё пока не было полноценного офиса — в помещениях, где они располагались, были проблемы с электропроводкой, так что кто-то мог включить микроволновку, и у аниматоров выключались компьютеры. LucasArts присылала сотрудников в помощь Obsidian — эти временные помощники обеспечивали тестирование игры и также взяли на себя ключевую часть работы над анимационными роликами-«синематиками». Из-за жёстких сроков у Obsidian также не было достаточно времени, чтобы отполировать игру, и The Sith Lords страдала от разных технических проблем. Несмотря на проблемы, The Sith Lords получила хорошие отзывы критиков, которые хвалили сюжет и персонажей. Часть вырезанного контента была в конечном итоге восстановлена поклонниками игры в виде пользовательских модификаций.
С самого начала целью студии было одновременная разработка нескольких проектов, и это решение привело компанию к очень быстрому расширению. На момент основания студия состояла из семи человек; сразу же после подписания договора на разработку The Sith Lords она наняла ещё шесть человек. К концу 2003 года в ней было уже 20 сотрудников. В июле 2004 года количество сотрудников уже было равно 27, 18 из них были выходцами из Black Isle, а остальные были выходцами из таких компаний, как Blizzard Entertainment, Electronic Arts, Taldren, Totally Games, Treyarch и Troika.
Ещё до выпуска The Sith Lords к команде обратился глава компании Atari. Atari, владеющая в это время лицензией на производство игр во вселенной Dungeons & Dragons, желала, чтобы Obsidian создала сиквел Neverwinter Nights под названием Neverwinter Nights 2. Разработка игры началась в июле 2005 года командой из десяти человек. Разработкой игры руководили Монахан и Авеллон. Студия BioWare — разработчик предыдущей игры — оказывала команде помощь в технической части. Во время разработки игры размер команды вырос до около 50 человек. Команде было предоставлено достаточно времени для разработки игры, и Atari даже отложила желательное время выпуска проекта с Рождества 2005 года до 31 октября 2006 года. Neverwinter Nights 2 вышла в октябре 2006 года и получила в основном положительные отзывы критиков; особых похвал удостоились сюжет и геймплей игры. Два дополнения, Mask of the Betrayer и Storm of Zehir вышли в 2007 и 2008 годах соответственно.
Во время разработки Neverwinter Nights 2 команда получала предложения по работе над дополнительными проектами и от других издателей. Disney Interactive Studios заказала Obsidian разработку приквела к Белоснежке и семи гномам под названием Dwarves, который должен был быть экшеном от третьего лица для PlayStation 3 и Xbox 360. Команда разработала прототип и разрабатывала игру до смены генерального директора Disney. Смена генерального директора повела Disney в совершенно иное направление, что сделало франшизу Белоснежки «неприкосновенной» и привело к отмене проекта. Согласно словам Уркхарта, команде понравилась игра, и её отмена стала для них «душераздирающим» опытом.

### 2009 — начало 2012:Alpha Protocol,Fallout: New VegasиDungeon Siege III
В 2006 году, после окончания разработки Neverwinter Nights 2, Obsidian получила от издателей несколько предложений по дальнейшим проектам: так, один из издателей желал получить «оригинальную фэнтези-RPG», другой — Electronic Arts — компьютерную ролевую игру с открытым миром в духе The Elder Scrolls IV: Oblivion. Интерес Obsidian привлекло предложение компании Sega — разрабатывать игру, основанную на кинофраншизе «Чужой». Игра под названием Aliens: Crucible, должна была включать в себя строительство и менеджмент собственной базы, выбор в диалогах и кастомизацию персонажа. В феврале 2009 года команда отправила в Sega демо-версию игры, который сам Уркхарт называл «лучшим прототипом игры, который (Sega) когда-либо получала», однако в ответ студия получила уведомление об отмене игры. Закрытие проекта было официально подтверждено в июне того же года.
В 2007—2008 годах Obsidian и Atari вели переговоры по поводу возможной разработки Baldur’s Gate III — более современной версии той игры, отмена которой привела к уходу Уркхарта и его команды из Black Isle Studios и основанию Obsidian. Однако команда запросила большой бюджет в 20—25 миллионов долларов США, который Atari не могла себе позволить. По словам Уркхарта, к концу 2008 года контракт был согласован и ждал подписания, и после отмены Aliens: Crucible освободилось большое количество работников студии, которых можно было бы занять новым проектом. Тем не менее, сделка между двумя компаниями провалилась, когда Atari Europe была продана Namco Bandai Games.
Несмотря на отмену Aliens: Crucible, Sega все ещё была заинтересована в том, чтобы Obsidian занималась разработкой другого проекта под их руководством. Вместо разработки сиквела им было предложено разработать ролевую игру, основанную на новой интеллектуальной собственности. Команда придумала идею «шпионской ролевой игры». Sega одобрила эту идею и решила помочь в финансировании игры и стать её издателем. Проект, ставший первой оригинальной и не основанной на чужой интеллектуальной собственности разработкой студии, получил название Alpha Protocol. Разработка игры не задалась, так как у команды не было чёткого видения Alpha Protocol и она изо всех сил пыталась решить, какие элементы игрового процесса должны быть и какова должна быть целевая аудитория. В результате в проекте смешались элементы из нескольких жанров. Sega, со своей стороны, также не могла быстро принимать решения, и издатель вырезал функции из игры после их завершения. Это привело к многочисленным задержкам и чрезмерно продолжительному времени разработки. Alpha Protocol разрабатывалась четыре года и была выпущена в июне 2010 года.
Alpha Protocol получила смешанные оценки критиков, которые хвалили историю и сеттинг, но ругали техническое исполнение игры. Игра стала коммерческим провалом для Sega, что привело их к решению отменить какие-либо планы на продолжение. После издания игры Уркхарт признал, что игру надо было улучшать, пока на это была возможность. Несмотря на то, что игра провалилась в продажах, она была хорошо воспринята сообществом игроков, которое часто требует, чтобы Obsidian сделала продолжение. Уркхарт ответил, что команда надеется, что они смогут разработать Alpha Protocol 2 и «сделать его лучше». Позднее Авеллон добавил, что они не смогут разработать сиквел, поскольку права на игру принадлежат Sega и краудфандинг не является подходящим вариантом.
11 февраля 2010 года Red Eagle Games и Obsidian заявили, что они хотят совместными усилиями разработать одну или несколько игр на основе серии фэнтезийных произведений Колесо Времени от Роберта Джордана. В апреле 2014 года, Уркхарт рассказал журналу Computer and Video Games, что соглашение между компаниями было расторгнуто после того, как Red Eagle не смог обеспечить необходимое финансирование.
Во время разработки Alpha Protocol Obsidian также работала над Fallout: New Vegas. До начала работы над New Vegas, к ним обратилась Bethesda Softworks с предложением разработать игру по вселенной «Звездный путь», но идея не набрала обороты. После того как Bethesda выпустила Fallout 3 и сфокусировала все силы на разработку новой части The Elder Scrolls, компания снова обратились к Obsidian с предложением разработать игру во вселенной Fallout. При разработке New Vegas команда обратила внимание на запросы поклонников, которые привели к тому, что в игре роль внутриигровых фракций была намного больше. Когда концепция была представлена Bethesda, она была немедленно одобрена. Разработка New Vegas началась вскоре после отмены Aliens: Crucible и закончилась в октябре 2010 года. Игра получила в целом положительные отзывы, а некоторые критики говорили, что её качество превысило качество Fallout 3. Эти отзывы, однако, не были столь положительными, как могли надеяться создатели игры: Bethesda обещала выплатить за разработку Fallout: New Vegas денежный бонус, если средний балл игры на сайте-агрегаторе Metacritic, обрабатывающем критические отзывы в различных изданиях, достигнет минимум 85 из 100. Игра набрала 84 балла — на балл меньше, чем надо, и бонус не был выплачен.
Как и в случае с The Sith Lords, команда разработчиков не провела тщательной проверки New Vegas на наличие багов и глюков до того, как он был выпущен. Некоторые игроки не смогли играть из-за постоянных вылетов игры. Позже эти проблемы были исправлены. Уркхарт считает, что New Vegas дала студии и дополнительные знания, и опыт. Она была первым ААА-проектом студии и научила команду, как управлять обеспечением качества. За время между The Sith Lords и New Vegas Obsidian построила репутацию создателя хороших игр с серьёзными техническими проблемами. Команда была полна решимости изменить репутацию с будущими играми и внесла улучшения в свою систему отслеживания багов. Эти улучшения были применены к следующему проекту студии, Dungeon Siege III, сиквелу к игре от Gas Powered Games под названием Dungeon Siege, изданием этой игры занималась Square Enix. После выпуска в 2011 году игра получила смешанные отзывы от критиков, которые хвалили графику и игровые механики, но ругали многопользовательский режим. Несмотря на умеренный приём, технически игра была реализована намного лучше, чем прошлые игры от Obsidian. Dungeon Siege III была первой игрой, в которой Obsidian использовала собственный движок Onyx engine.
В 2011 году компания начала работу над игрой с видом от третьего лица и открытым миром под названием Stormlands. Проект был окончательно отменён в 2012 году его издателем, Microsoft Studios. Из-за отмены в Obsidian прошла волна увольнений, после которых в студии стало на 20 человек меньше. Команда разработчиков после этих событий решила использовать один из своих концептов, который должен был воплотиться ещё в отменённой Stormlands, под названием Fallen, переработав его и предложив другим издательствам, в том числе 2K Games и Ubisoft. Несмотря на то, что от них не было ответа, Fallen стал основой для одной из будущих игр Obsidian, Tyranny.
В 2011 году к команде присоединился Тим Кейн, один из создателей Fallout.

### 2012—2015:The Stick of Truth, финансовые проблемы иPillars of Eternity
C Obsidian ещё в октябре 2009 года связалась South Park Digital Studios, которая хотела, чтобы студия разработала игру по мотивам сериала «Южный парк». Первоначально команда считала, что телефонный звонок из South Park Digital Studios был розыгрышем, выполненной другой компанией, расположенной в том же здании. Однако в итоге Укхарт встретился с создателями «Южного парка», Мэттом Стоуном и Треем Паркером и обе стороны согласились с тем, что очень важно, чтобы игра соответствовала бумажному стилю сериала. Разработка игры началась в конце 2009 года. Первоначально финансирование было предоставлено Viacom, материнской компанией телеканала, на котором транслируется «Южный парк», но в 2011 году Viacom разрешил компании THQ стать издателем игры. Вскоре после того как THQ заняла свой пост, она вступила в финансовый кризис и в конце концов обанкротилась в 2013 году. Вскоре был проведён аукцион для других издателей, которые могли приобрести её активы. В то же время команда Obsidian была обеспокоена тем, что если проект отменят, они тоже столкнутся с серьёзными финансовыми трудностями. В итоге Ubisoft приобрела права на игру. South Park: The Stick of Truth была выпущена в марте 2014 года и получила положительные оценки критиков за юмор и визуальный стиль. В середине 2014 года студия анонсировала Armored Warfare, танковый симулятор, издателем выступил Mail.ru Group. Открытое бета-тестирование проекта было запущено в 2015 году.
Во время разработки South Park: The Stick of Truth у компании начались серьёзные проблемы с финансами — команде не хватало ресурсов для поддержания работы. По словам Адама Бреннеке, исполнительного продюсера Obsidian, если бы они не смогли представить проект издателю вовремя, они бы обанкротились. В то же время набирала популярность краудфандинговая платформа Kickstarter, и Джош Сойер, креативный директор New Vegas, предложил студии представить игру на Kickstarter и попытаться обеспечить её финансирование. Некоторые члены команды скептически относились к этой идее и опасались, что они не смогут собрать даже 100 000 долларов США с помощью этой платформы. Вопрос о том, следует ли проводить кампанию на Kickstarter, привёл к многочисленным дебатам между ключевыми членами компании. Дебаты закончились, когда компания Double Fine Productions запустила на платформе сбор денег на свой проект Double Fine Adventure, позднее переименованный в Broken Age, и эти сборы возымели огромный успех. Будучи уверенными в том, что Kickstarter был хорошим вариантом получить деньги, команда решила использовать его для финансирования разработки игры, которую они хотели сделать в течение очень долгого времени: духовного преемника Baldur’s Gate под названием Pillars of Eternity. Кампания на Kickstarter была запущена в сентябре 2012 года под рабочим названием Project Eternity, а Obsidian запросила 1,1 миллиона долларов. Студия запустила её на Kickstarter с мыслями, что если сборы будут успешными, игра в конечном итоге может быть превращена в франшизу, в то время как если они будут неудачными, они попытаются усовершенствовать свои идеи и попробовать снова с другой игрой. Кампания Obsidian была чрезвычайно успешной, собрав 4 миллиона долларов и побив рекорд, установленный Broken Age.
Pillars of Eternity была выпущена в марте 2015 и снискала положительные оценки критиков и игроков. Paradox Interactive выступила издателем игры. Obsidian позже выпустила дополнение под названием The White March. Оно было разделено на две части, первая из которых была выпущена в августе 2015, вторая в феврале 2016. Настольная игра по Pillars of Eternity под названием Pillars of Eternity: Lords of the Eastern Reach была анонсирована 19 мая 2015 года. Она была разработана Zero Radius Games, а Obsidian помогала в разработке. Как и основная игра, она финансировалась через кампанию Kickstarter и достигла своей цели в течение дня.
В июне 2015 года соучредитель студии Крис Авеллон ушёл из Obsidian. Этот уход произошёл на почве нарастающих разногласий между Авеллоном и Уркхартом: Авеллон считал, что студия плохо управляется, руководство принимает неправильные решения, а процесс разработки игр организован неразумно. Один из конфликтов между основателями касался финансов: в кризисный период рядовые сотрудники вкладывали в Obsidian деньги из собственных зарплат, чтобы удержать студию от разорения. Когда опасность прошла, и у Obsidian вновь появились свободные деньги, Уркхарт предпочел тратить их на новые проекты. По словам Авеллона, он требовал от руководства вернуть деньги сотрудникам, но получил от Уркхарта отказ. Авеллону вместе с другим владельцем всё-таки удалось продавить через руководство план обратных выплат. В июле 2015 года было объявлено, что компания работает над английской локализацией Skyforge. В августе того же года Obsidian вместе с inXile и Double Fine запустили новую краудфандинговую платформу Fig. Целью платформы является «справедливый краудфандинг» и на ней можно собирать деньги только для компьютерных игр.

### 2016—2018:Tyranny,PathfinderиPillars of Eternity II
13 августа 2014 года было объявлено, что Obsidian получила лицензию на разработку электронной версии настольной игры Pathfinder Roleplaying Game. Pathfinder Adventures вышла на персональных компьютерах и на мобильных платформах iOS и Android в апреле 2016 года. Уркхарт также заявил о желании разработать новую игру по вселенной «Звездных войн» совместно с BioWare. В то же время команде хотелось бы вернуться к разработке игр в серии Fallout.
15 марта 2016 года Obsidian объявила о своём новом проекте под названием Tyranny, изометрической ролевой игры, действие которой происходит в мире, где зло уже победило. Первоначально подобная концепция называлась Fury, она была создана в 2006 году, и согласно ей мир в игре был «разрушен магическим апокалипсисом». Концепция позже стала называться Defiance. Defiance, наряду с идеями других проектов Obsidian, позже должна была воплотиться в игре Stormlands. Поскольку Stormlands был отменён, компания пересмотрела оригинальную идею Defiance и сделала Tyranny. Игра вышла в 2016 году на Microsoft Windows, Mac и Linux и получила положительные отзывы критиков, а издателем выступила Paradox Interactive.
В апреле 2016 года соучредитель Troika Games Леонард Боярский присоединился к Obsidian.
27 января 2017 года Obsidian анонсировала Pillars of Eternity II: Deadfire и запустила краудфандинговую кампанию на Fig, чтобы заработать дополнительные финансы. Проект достиг своей цели менее чем за один день и был выпущен в 2018 году. Игра получила высокие оценки обозревателей и была номинирована на ряд наград, хотя в прессе появлялись сообщения о низких продажах игры, вплоть до «коммерческого провала». В феврале 2017 года было объявлено, что Obsidian прекращает участвовать в разработке Armored Warfare.

### 2018 — настоящее время: Покупка студии компанией Microsoft
В ноябре 2018 года компания Microsoft объявила о покупке Obsidian и её включении в число внутренних студий компании вместе с inXile Entertainment; представители Microsoft также сообщили, что их компания выступит издателем неанонсированной компьютерной ролевой игры, разрабатываемой в это время студией.
Во время церемонии The Game Awards в декабре 2018 года Obsidian анонсировали новую игру под названием The Outer Worlds, действие которой должно было проходить в ретро-будущем, где мегакорпорации колонизируют планеты в космосе. Игра была выпущена 25 октября 2019 года для Microsoft Windows, PlayStation 4 и Xbox One и получила положительные отзывы игровой прессы, релиз на Nintendo Switch состоялся в 2020. В ноябре 2019 года Obsidian анонсировали свою следующую игру под названием Grounded, вышедшую в ранний доступ в 2020 году. 23 июля 2020 года на Xbox Games Showcase Obsidian Entertainment представили новую RPG-игру для Microsoft Windows и Xbox Series X под названием Avowed.

## Игры студии
| Год  | Название                                                   | Платформы | Платформы | Платформы | Платформы | Платформы | Платформы | Платформы | Платформы | Платформы | Платформы | Платформы | Издатель            |
| Год  | Название                                                   | Linux     | macOS     | PS3       | PS4       | PS5       | Switch    | Windows   | Xbox      | X360      | XOne      | XS        | Издатель            |
| ---- | ---------------------------------------------------------- | --------- | --------- | --------- | --------- | --------- | --------- | --------- | --------- | --------- | --------- | --------- | ------------------- |
| 2004 | Star Wars: Knights of the Old Republic II – The Sith Lords | Да        | Да        | Нет       | Нет       | Нет       | Да        | Да        | Да        | Нет       | Нет       | Нет       | LucasArts           |
| 2006 | Neverwinter Nights 2                                       | Нет       | Да        | Нет       | Нет       | Нет       | Нет       | Да        | Нет       | Нет       | Нет       | Нет       | Atari               |
| 2007 | Neverwinter Nights 2: Mask of the Betrayer                 | Нет       | Нет       | Нет       | Нет       | Нет       | Нет       | Да        | Нет       | Нет       | Нет       | Нет       | Atari               |
| 2008 | Neverwinter Nights 2: Storm of Zehir                       | Нет       | Нет       | Нет       | Нет       | Нет       | Нет       | Да        | Нет       | Нет       | Нет       | Нет       | Atari               |
| 2010 | Alpha Protocol                                             | Нет       | Нет       | Да        | Нет       | Нет       | Нет       | Да        | Нет       | Да        | Нет       | Нет       | SEGA                |
| 2010 | Fallout: New Vegas                                         | Нет       | Нет       | Да        | Нет       | Нет       | Нет       | Да        | Нет       | Да        | Нет       | Нет       | Bethesda Softworks  |
| 2011 | Dungeon Siege III                                          | Нет       | Нет       | Да        | Нет       | Нет       | Нет       | Да        | Нет       | Да        | Нет       | Нет       | Square Enix         |
| 2014 | South Park: The Stick of Truth                             | Нет       | Нет       | Да        | Да        | Нет       | Да        | Да        | Нет       | Да        | Да        | Нет       | Ubisoft             |
| 2015 | Pillars of Eternity                                        | Да        | Да        | Нет       | Да        | Нет       | Да        | Да        | Нет       | Нет       | Да        | Нет       | Paradox Interactive |
| 2015 | Skyforge                                                   | Нет       | Нет       | Нет       | Да        | Нет       | Нет       | Да        | Нет       | Нет       | Да        | Нет       | My.com              |
| 2015 | Pillars of Eternity: The White March I                     | Да        | Да        | Нет       | Да        | Нет       | Да        | Да        | Нет       | Нет       | Да        | Нет       | Paradox Interactive |
| 2015 | Armored Warfare: Проект Армата                             | Нет       | Нет       | Нет       | Да        | Нет       | Нет       | Да        | Нет       | Нет       | Да        | Нет       | My.com              |
| 2016 | Pillars of Eternity: The White March II                    | Да        | Да        | Нет       | Да        | Нет       | Да        | Да        | Нет       | Нет       | Да        | Нет       | Paradox Interactive |
| 2016 | Tyranny                                                    | Да        | Да        | Нет       | Нет       | Нет       | Нет       | Да        | Нет       | Нет       | Нет       | Нет       | Paradox Interactive |
| 2016 | Pathfinder Adventures                                      | Нет       | Нет       | Нет       | Нет       | Нет       | Нет       | Да        | Нет       | Нет       | Нет       | Нет       | Paizo Publishing    |
| 2018 | Pillars of Eternity II: Deadfire                           | Да        | Да        | Нет       | Да        | Нет       | Нет       | Да        | Нет       | Нет       | Да        | Нет       | Versus Evil         |
| 2019 | The Outer Worlds                                           | Нет       | Нет       | Нет       | Да        | Да        | Да        | Да        | Нет       | Нет       | Да        | Да        | Private Division    |
| 2022 | Grounded                                                   | Нет       | Нет       | Нет       | Да        | Да        | Да        | Да        | Нет       | Нет       | Да        | Да        | Xbox Game Studios   |
| 2022 | Pentiment                                                  | Нет       | Нет       | Нет       | Да        | Да        | Да        | Да        | Нет       | Нет       | Да        | Да        | Xbox Game Studios   |
| 2025 | Avowed                                                     | Нет       | Нет       | Нет       | Нет       | Нет       | Нет       | Да        | Нет       | Нет       | Нет       | Да        | Xbox Game Studios   |
| 2025 | Grounded 2                                                 | Нет       | Нет       | Нет       | Нет       | Нет       | Нет       | Да        | Нет       | Нет       | Нет       | Да        | Xbox Game Studios   |
| 2025 | The Outer Worlds 2                                         | Нет       | Нет       | Нет       | Нет       | Да        | Нет       | Да        | Нет       | Нет       | Нет       | Да        | Xbox Game Studios   |

## Философия компании
Мы должны нести ответственность перед игроками, несмотря ни на что. При работе с издателем отвечать приходится и перед ним, и перед игроками, а издатель с игроками могут не сходиться во мнениях. Я бы предпочёл, чтобы игроки напрямую платили мне за то, чего они сами хотят, и предпочёл бы общаться с ними на протяжении всего процесса [разработки], чтобы знать наверняка, что я даю им именно то, чего они хотят.
Разработчики из Obsidian построили свою репутацию, создав сиквелы в хорошо зарекомендовавших себя франшизах, таких как Star Wars: Knights of the Old Republic, Neverwinter Nights, Fallout и Dungeon Siege. Уркхарт заявил, что компания отлично справляется с созданием сиквелов, поскольку их часто забавно делать, так как студия любит «поиграть с чужой вселенной», а также изучить и расширить идеи оригинальных игр. По мнению сотрудников компании, такие проекты легче реализовывать, и что создание таких сиквелов является ступенькой в разработке оригинальных игр, основанных на их собственной интеллектуальной собственности. Впоследствии фокус студии изменился в сторону разработки собственных игр, что позволило Obsidian максимально увеличить их творческую свободу и избежать ограничений, наложенных издателями. 
В 2014 году, объясняя неожиданное решение взяться за разработку Armored Warfare: Проект Армата — MMO-игры о танках, схожей с World of Tanks — старший продюсер студии Дрю Брэдфорд рассуждал о желании самих сотрудников делать что-то кроме компьютерных ролевых игр: то, что Obsidian — «RPG-студия», знаменитая благодаря играм именно этого жанра, не означает, что все в ней всегда хотят заниматься только ролевыми играми. В то же время Фергюс Уркхарт подчеркивал, что этот отход от основного направления студии — лишь временный: «для нас по-прежнему центральное направление — персонажно и сюжетно-ориентированные ролевые игры». В 2025 году на конференции Dice Summit вице-президенты студии Маркус Морган и Джастин Бритч заявляли, что рассчитывают сохранять студию небольшой, чтобы она встретила 100-летний юбилей — избегать рискованных крупнобюджетных проектов, не гнаться за сверхприбылями, не пытаться быстро расти, а наоборот, стремиться к «самой низкой в индустрии» текучке кадров и всячески удерживать таланты. Руководство Obsidian в предыдущие годы обдумывало варианты расширения с открытием подразделений в разных странах, но в итоге предпочло партнёрство с Microsoft как гарантию стабильности. Бритч, описывая своё видение Obsidian на годы вперёд, уподоблял студию «микроавтобусу Volkswagen 1973 года» с полным багажником запасных частей и постоянно обновляемой инструкцией.
Obsidian поддерживает сотрудничество с inXile Entertainment, также основанной бывшими сотрудниками Interplay Entertainment. В 2013 году компании подписали соглашение о том, что они будут делиться своими технологиями друг с другом. Obsidian участвовала в создании Wasteland 2 от inXile, и в 2018 году обе родственные студии вместе были приобретены Microsoft и вошли в состав Xbox Studios.
В начале 2010-х годов, во время работы над South Park: The Stick of Truth, программист Дэн Рубалкаба разработал игру в жанре dungeon crawler с нарочно архаичной графикой в духе игр Nintendo 1985 года. Она шутливо изображала пятерых основателей компании как искателей приключений, спускающихся в опасное подземелье. Эта игра не предназначалась для выпуска — она была доступна только сотрудникам студии в виде созданного в единственном экземпляре аркадного автомата, установленного в офисе Obsidian.

### Комментарии
1. ↑  На Dungeons & Dragons были основаны игры Icewind Dale, Planescape: Torment, Neverwinter Nights, Baldur's Gate и Baldur's Gate II.